# Tião Motorista
Raimundo Cleto do Espírito Santo, mais conhecido como Tião Motorista (Salvador, 26 de abril de 1927 - Salvador, 24 de setembro de 1996) foi um cantor e compositor brasileiro. Morreu afogado na Praia de Piatã, em Salvador.

## História
Nascido em Salvador, Raimundo Cleto do Espírito Santo ingressou nas categorias de base do Esporte Clube Ypiranga. Jogando como atacante, seus colegas de clube o apelidaram "Tião" (em alusão ao atacante do Flamengo). O apelido o seguiu para o resto de sua vida. Após deixar o futebol, Tião passou brevemente por um grupo musical onde conheceu João Gilberto. Em 1956 ingressou na orquestra "Britinho e seus Stukas", e excursionou pelo Brasil e Uruguai. No início dos anos 1960, abandonou a carreira e passou a ser motorista de caminhão. Posteriormente adquiriu um taxi e passou a ser conhecido pela alcunha "Tião Motorista". Como chofer de taxi, transportou diversos artistas baianos e acabou participando de shows com Caetano Veloso, Maria Bethânia,  Gal Costa, Gilberto Gil e Batatinha enquanto investia na carreira de compositor. O primeiro sucesso como compositor foi "Quem samba, fica", escrita a quatro mãos com Jamelão e lançada em 1965. "Quem samba, fica" acabou gravada por Elizeth Cardoso no ano seguinte no álbum “Muito Elizeth” e por Wilson Simonal no EP “Wilson Simonal”.
Durante uma corrida com Luiz Vieira, este o convidou a tentar a sorte em São Paulo ou no Rio de Janeiro. Tião Motorista escolheu inicialmente a primeira. Na capital paulista assinou contrato com a gravadora Copacabana. Em 1969 compôs a canção “Cheguei Tarde”, gravada por Jair Rodrigues. No ano seguinte lançou seu primeiro disco “Samba E Talento”, com doze canções (dez de sua autoria). Depois de se apresentar em São Paulo e no Rio, Tião Motorista retornou a Salvador em 1973 e abriu um restaurante com música ao vivo. Após cinco anos, retornou ao Rio de Janeiro e assinou com a Phonogram e estreou um espetáculo no Teatro Opinião ao lado de Sérgio Sampaio.

## Obras notáveis
- Aonde eu ia não vou mais
- Beira rio (c/ Chico Anysio)
- Cheguei tarde
- Dia quatro de dezembro
- Fazer santo é mistério
- Galha do cajueiro
- Gameleira (c/ José Câncio)
- Garoa é diferente
- Jóia do maior
- Lavagem do Bonfim
- Maria Nagô (c/ Olga do Araketu)
- Meu interior
- Minha roupa
- Pano da costa
- Papai Noel passou, fez que nem viu
- Poema para Santa Rita
- Praia do Bugari
- Quem samba, fica (c/ Jamelão)

## Discografia[9]
- (1977) Meu interior • CBS • LP
- (1973) Praia do Bugari • Gravadora CID • Compacto simples
- (1972) Jóia do amor • Philips • Compacto simples
- (1968) Samba e talento • Copacabana • LP